# Catolaccus ater
Catolaccus ater är en stekelart som först beskrevs av Julius Theodor Christian Ratzeburg 1852.  Catolaccus ater ingår i släktet Catolaccus och familjen puppglanssteklar. Arten är reproducerande i Sverige. Inga underarter finns listade.